# Centre hospitalier sud francilien
Le Centre hospitalier sud francilien (CHSF) est un centre hospitalier regroupant les activités de vingt-sept établissements situés tous en Essonne, dans les villes de Corbeil-Essonnes et de Yerres. Il assure ainsi la couverture hospitalière d'environ 600 000 habitants (totalité de l'Essonne, sud de la Seine-et-Marne et Sud-est du Val-de-Marne).

## Historique

### Le projet de nouvel hôpital
Un nouveau bâtiment de 1 000 lits (110 000 m2), destiné à intégrer les activités de tous les autres sites est construit par Eiffage avec un financement de type partenariat public-privé.
L'ouverture du bâtiment est officiellement faite le 23 janvier 2012,.

### Le partenariat public privé
Le centre hospitalier a signé deux baux emphytéotique hospitaliers (BEH) avec cette société : cette dernière a construit à ses frais le bâtiment, puis le centre hospitalier paie un loyer pour l'utiliser (son montant est de 38,8 millions d'euros en 2011, 41 millions d'euros en 2012).

### Le surcoût du chantier
Le coût initialement prévu de la construction de l'hôpital était estimé à 344 millions d'euros, à la charge du groupe Eiffage, en contrepartie du versement durant trente ans du loyer de 38,8 millions d'euros. Le coût global pour la collectivité est donc estimé par certains à 1,2 milliard d'euros.
La Cour des comptes estime en septembre 2010 que « le recours à une maîtrise d'ouvrage publique financée par l'emprunt aurait été une solution moins coûteuse, moins hasardeuse et surtout davantage maîtrisable pour l'établissement ».

### Les malfaçons
L'ouverture de l'hôpital aurait dû avoir lieu en janvier 2011. Mais le futur directeur, alerté par l'apparent manque de respect des normes de sécurité sanitaire, demande une expertise indépendante, qui révèle plus de 8 000 malfaçons.
Des incidents ont marqué par ailleurs la remise aux normes du bâtiment. En avril 2011, une panne arrêta les quatre groupes électrogènes immédiatement après qu'Eiffage eut coupé l'électricité, ce qui entraîna la montée en température de fluides caloporteurs et une intervention nécessaire des pompiers.

## Sortie du bail emphytéotique hospitalier

### Avis des instances de gouvernance et de représentation de l’hôpital
Le Centre hospitalier sud francilien a engagé le 11 mars 2014 un processus de consultation des instances de gouvernance et de représentation du personnel de l’établissement afin de recueillir leurs avis sur le projet de résiliation conventionnelle pour motif d’intérêt général des contrats qui lient l’établissement à la société Héveil, filiale du groupe Eiffage. Cette étape devra être formalisée dès le 31 mars[Quand ?] par la conclusion d’un protocole transactionnel. Cet accord portant sur la résiliation conventionnelle pour motif d’intérêt général des deux contrats conclus le 10 juillet 2006 avec la société Héveil, filiale d’Eiffage :
Ce protocole permettra[Quand ?] au Centre hospitalier sud francilien une sortie anticipée du bail qui le liait au groupe de BTP pendant une durée de 30 ans (soit jusqu’en 2041). Cette issue négociée se caractérise par la pleine compétence du CHSF sur l’exploitation et la maintenance du bâtiment ainsi que sur le retour du bâtiment dans le patrimoine hospitalier.

### Économie générale du projet de transaction
Le projet de transaction soumis à l’avis des instances de gouvernance et de représentation du personnel du Centre hospitalier sud francilien repose sur des engagements et des concessions réciproques.
Les deux partis ont fait le choix d’une issue juridique équilibrée : la « résiliation conventionnelle pour motif d’intérêt général ». Cette sortie concertée des contrats liant l’établissement à son partenaire privé constitue une alternative aux voies juridiques de la « déchéance » ou de la « résiliation unilatérale » jugées inappropriées après analyse. Le choix des deux parties s’est arrêté sur une « résiliation conventionnelle pour motif d’intérêt général ».
La négociation s’est appuyée sur les dispositions du contrat en cours qui prévoit des indemnités au titre de la rupture anticipée du contrat et ce, dans le cadre d’une résiliation pour motif d’intérêt général. Les deux parties se sont accordées sur le principe d’une indemnité libératoire de 80 M€ versée par le CHSF. Cette indemnité couvre à la fois la rupture anticipée du contrat, l’extinction de toutes les actions judiciaires engagées par Héveil (notamment la requête indemnitaire du 31 mars 2011) et la restitution à Héveil d’une partie des pénalités appliquées par le CHSF en 2012 et 2013.
Dans le cadre de la négociation, Héveil a accepté de céder au CHSF la propriété du bâtiment, les contrats de crédit et de couverture de taux conclus avec ses prêteurs (suivant le principe de la neutralité financière pour le CHSF). Par ailleurs, le CHSF retrouvera la maîtrise d’ouvrage pleine et entière sur la maintenance-exploitation au 1er octobre 2015.

### Autres apports de la négociation
Le projet de protocole transactionnel prévoit des dispositions de reprise du bâtiment par le CHSF progressives et accompagnées par l’exploitant de l’ouvrage. La société Héveil et le CHSF se sont également accordés pour que les équipes hospitalières puissent disposer d’un bâtiment pleinement fonctionnel en réalisant les travaux de parachèvement demandés par le CHSF.
La société réalisera également sans contrepartie financière l’aménagement du Pôle D (4e étage du bâtiment) de sorte que le CHSF puisse ouvrir, avec les autorisations nécessaires, 75 lits supplémentaires à terme. La négociation a également acté le principe de l’extinction de tous les contentieux liés à l’exécution du BEH.

## Cyberattaque
Dans la nuit du 20 août au 21 août 2022, l'établissement est victime d'une cyberattaque. Les pirates russophones, qui constituent le groupe LockBit 3.0, sont parvenus à bloquer le réseau informatique et réclament une rançon de 10 millions de dollars. Les patients doivent donc être redirigés vers d'autres hôpitaux franciliens et des opérations ont été déprogrammées. L'hôpital fonctionne en mode dégradé, et seules les urgences vitales sont prises en charge.
Le 23 septembre 2022, les hackers commencent à diffuser des données, l'hôpital n'ayant pas payé la rançon voulue.

## Implantation
Le CHSF est implanté sur un terrain de 8 hectares à Corbeil-Essonnes.

## Les pôles du CHSF
Le CHSF est organisé entre cinq pôles : A, B, C, D et T.
| Pôles médicaux | Spécialités |
| --- | --- |
| Anesthésiologie et chirurgie                                                                                          | Anesthésie, Anesthésie Chirurgie Ambulatoire (ACA, Bloc, Chirurgie orthopédique, Chirurgie viscérale, Hépato-gastro-entérologie, ORL – Maxillo-facial, Unité Douleur                                     |
| Biologie - Pathologie                                                                                                 | Anatomo-pathologie, Biologie, Dépôt de sang |
| Femme-mère-enfant | Chirurgie Gynécologique, Gynécologie, Maternité, Néonatalogie, Pédiatrie, Unité adolescents, Pédopsychiatrie, Réanimation Néonatalogie, Soins intensifs, Néonatalogie, Urgences Pédiatriques             |
| Imagerie médicale | Imagerie, Médecine nucléaire |
| Médecine | Dermatologie, Équipe Mobile de Gériatrie, Établissement d’Hébergement Pour Personnes Âgées Dépendantes (EHPAD), Gériatrie aiguë, Médecine polyvalente, Rhumatologie, Maladies infectieuses et tropicales |
| Médecine de spécialité                                                                                                | Cardiologie, Endocrino-diabétologie, Néphrologie, Neurologie, Pneumologie |
| Pathologies tumorales et Hématologie clinique                                                                         | Équipe Mobile de Soins Palliatifs, Centre de Coordination en Cancérologie, Coordination Régionale de Lutte contre le VIH (COREVIH), Hématologie, Oncologie                                               |
| Pénitentiaire (Le CHSFassure le suivi médical et psychologique des détenu(e)s de la Maison d’Arrêt de Fleury-Mérogis) | Unité de Consultations et de Soins Ambulatoires (UCSA), Service Médico Psychiatrique Régional (SMPR), Centre de Soins d’Accompagnement et de Prévention en Addictologie (CSAPA)                          |
| Psychiatrie | Secteurs 91G10 (Vigneux-sur-Seine), 91G11 (Yerres), 91G12 (Corbeil-Essonnes), 91G13 (Évry), Unité Psychiatrique de Liaison Intersectorielle (UPLI)                                                       |
| Réanimation | Prélèvements d’organes, Réanimation polyvalente, Surveillance continue |
| SAMU/SMUR (site extérieur)                                                                                            | SAMU/SMUR |
| Santé publique | Département d’Information Médicale (DIM)& archives médicales, Gestion des risques, Hygiène, Pharmacie et stérilisation, Recherche clinique                                                               |
| Soins de suite et de réadaptation (SSR)                                                                               | SSR Cardiologie, SSR Gériatrie – polyvalent, SSR Locomoteur et Neurologique |
| Urgences et Médecine légale                                                                                           | Médecine légale, Urgences |

### Pôle A
Il est constitué des services suivants :
- niveau 0 : consultations en gynécologie, néonatalogie, pédiatrie et planification familiale ;
- niveau 1 : néonatalogie, urgences gynécologie ;
- niveau 2 : administration ;
- niveau 3 : maternité ;
- niveau 4 : pédiatrie.

### Pôle B
Il est constitué des services suivants :
- niveau 0 : consultations des spécialités du pôle B, chirurgie ambulatoire ;
- niveau 1 : urgences pédiatrique ;
- niveau 2 : psychiatrie unité 4 et unité 5 ;
- niveau 3 : chirurgie orthopédique, ORL, hôpital de semaine ;
- niveau 4 : chirurgie viscérale, hépato-gastro-entérologie, médecine physique et réadaptation, SSR gériatrique.

### Pôle C
Il est constitué des services suivants :
- niveau 0 : consultations des spécialités du pôle C, hôpital de jour, explorations cardiaques, service social ;
- niveau 1 : unité de soins intensifs de cardiologie ; réanimation ;
- niveau 2 : psychiatrie unités 3 et 4, plateau de rééducation ;
- niveau 3 : réadaptation cardiaque, cardiologie, dermatologie, rhumatologie, maladies infectieuses et tropicales ;
- niveau 4 : endocrinologie-diabétologie, médecine polyvalente, gériatrie aiguë.

### Pôle D
Il est constitué des services suivants :
- niveau 0 : consultations des spécialités du pôle D, hôpital de jour hématologie/oncologie, explorations fonctionnelles de pneumologie, dialyse et hôpital de jour de néphrologie ;
- niveau 1 : UPLI (urgences psychiatriques) ;
- niveau 2 : psychiatrie unités 1 et 2 ;
- niveau 3 : pneumologie, néphrologie, hématologie, oncologie ;
- niveau 4 : neurologie.

### Pôle T
Il regroupe le bloc opératoire, coronarographie, réanimation, endoscopie digestive, médecine nucléaire et le laboratoire de biologie médicale.

### Urgences
Cette section comprend les urgences gynécologiques, urgences pédiatriques, urgences adultes et urgences psychiatriques.

## Centre de formation
Le CHSF possède également un institut de formation : IFSI (infirmier), IFAS (aide-soignant), IFAP (auxiliaire de puériculture), IFMEM (manipulateur en électroradiologie). L'institut de formations paramédicales (IPFM) étant situé à proximité, rue Pierre-Fontaine à Évry-Courcouronnes.

## Accès

### Desserte routière
L’hôpital est accessible par la Francilienne, la RN 7 et la RD 91. Il dispose de 2500 places de stationnement, dont 80 % sont aménagées dans un parking souterrain payant.

### Transports en commun
L'hôpital est desservi par :
- Le RER D à la gare du Bras de Fer - Évry - Génopole.

Et par trois lignes du réseau de bus Évry Centre Essonne : 
- les lignes 4201 (Saint-Michel-sur-Orge ↔ Corbeil-Essonnes) et 4242 (Évry-Courcouronnes ↔ Le Coudray-Montceaux), à l'arrêt « Rond-Point Hôpital »;
- la ligne 4206 (Viry-Châtillon ↔ Corbeil-Essonnes), à l'arrêt « Hôpital Sud Francilien ».

Ces deux arrêts de bus sont situées à cheval sur les communes de Corbeil-Essonnes (au nord) et d'Évry-Courcouronnes (au sud).